# محمود پروشانی
محمود پروشانی(١٢٨٨-نامعلوم) سیاست‌مدار ایرانی بود، که در 
 دوره بیست و یکم ،  دوره بیست و دوم  و  دوره بیست و سوم   بعنوان نماینده همایونشهر در مجلس شورای ملی حضور داشت.

## زندگی‌نامه
محمود پروشانی، به سال ١٢٨٨ در اصفهان متولد شد.پس از اتمام تحصیلات ابتدایی و متوسطه وارد دانشکده کشاورزی در کرج شد.و  سپس در بانک کشاورزی استخدام شد . در دوره‏ بیست و یکم و بیست و دوم و بیست و سوم از طرف مردم همایونشهر به مجلس شورای ملی رفت. 